# Michel Zitron
Michel Henry Allan Zitron, född 29 juni 1981 i Finska församlingen, Stockholms län, är en svensk låtskrivare och producent. 

## Biografi
Zitron deltog i Idol 2007, men slogs ut under kvalveckan.

## Diskografi

### Singlar
- 2019 – Hold On (feat. Michel Zitron), tillsammans med Matisse & Sadko och Martin Garrix.
- 2023 – Afterglow (STMPD RCRDS B.V.), tillsammans med Matisse & Sadko.

## Låtar
- 2007 – If Only You (Danny Saucedo).[5] Skriven tillsammans med Sophia Somajo och Vincent Pontare.
- 2011 – World In Our Hands (Taio Cruz). Skriven tillsammans med Carl Falk, Iain James, Rami Yacoub, Taio Cruz.
- 2013 – Juliet (Lawson). Skriven tillsammans med Andy Brown, Carl Falk och Eric Turner.
- 2014 – Anywhere For You (John Martin). Skriven tillsammans med Henry Walter, Vincent Pontare, Łukasz Gottwald, Adam Baptiste, Chris Lake och John Martin.
- 2022 – Love Brand New (Bob Moses). Skriven tillsammans med Jimmy Vallance, John Martin och Tom Howie.
- 2023 – Afterglow (skriven tillsammans med Aleksander Parkhomenko, ILDIKO, John Martin och Yury Parkhomenko).
- Don't You Worry Child (Swedish House Mafia),[6]
- Save the World (Swedish House Mafia).[5]
- Fade into Darkness (Avicii).[5]
- Brand New Bitch (Anjulie).[5]
- Give Me a Call (Pauline).[5]
- Jennie Let Me Love You (EMD).[5]

"If Only You" var den mest spelade låten i svensk radio 2008.

## Priser och utmärkelser
- 2008 – Platinagitarren